# 베르농 도브체프
베르농 도브체프(Alexandre Vernon Dobtcheff, 1934년 8월 14일 ~ )는 프랑스의 영화 배우이다.
님 출신이다.

## 작품 활동
- 《말괄량이 길들이기》1967년, 단역
- 《천일의 앤》 1969년, 멘도자 역
- 《밀애》 1970년, 단역
- 《비운의 여왕 메리》 1971년, 단역
- 《호스맨》 1971년, 조연
- 《캔터베리 이야기》 1972년, 단역
- 《자칼의 날》 1973년, 조연
- 《마르세이유 탈출》 1974년, 단역
- 《오리엔트 특급 살인》 1974년, 단역
- 《여인의 향기 (1974년 영화)》 1974년, 단역
- 《인디아 송》 1975년, 주연
- 《새벽의 7인》 1976년, 단역
- 《라스트 부르맨》 1977년, 단역
- 《조셉 앤드류스》 1977년, 단역
- 《007 나를 사랑한 스파이》 1978년, 맥스 캘바 역
- 《니진스키》 1980년, 단역
- 《콘돌맨》 1981년, 단역
- 《넛트크래커》 1982년, 단역
- 《여전사 그웬돌린》 1984년, 조연
- 《마타 하리》 1985년, 단역
- 《카라밧지오》 1986년, 단역
- 《장미의 이름》 1986년, 조연
- 《인디아나 존스 최후의 성전》 1989년, 단역
- 《가든》 1990년, 단역
- 《겁주는 여자들》 1990년, 단역
- 《햄릿》1990년, 단역
- 《변호사》 1993년, 조연
- 《카타콤》 1993년, 주연
- 《M. 버터플라이》 1994년, 단역
- 《존 말코비치의 25시》 1996년, 단역
- 《안나 카레니나》 1997년, 단역
- 《쥬드》 1997년, 단역
- 《오딧세이》 1997년, 단역
- 《힐러리와 재키》 1998년, 단역
- 《세상에서 가장 슬픈 유혹》 1999년, 조연
- 《더 바디》 2001년, 몬시그너 역
- 《디 오더》 2001년, 단역
- 《메어시 닥터 레이》 2002년, 조연
- 《브로셀리앙드》 2002년, 조연
- 《비포 선셋》 2004년, 서점 매니저 역
- 《늑대의 제국》 2005년, 조연
- 《늑대의 제국》 2006년, 단역
- 《아메리카 헌팅》 2008년, 단역
- 《프라이스리스》 2008년, 쟈크 역
- 《아스테릭스 미션 올림픽 게임》 2009년, 단역
- 《아기기린 자라파》 2012년,
- 《베스트 오퍼》 2013년,
- 《더 그레이트 뷰티》 2013년,
- 《15시 17분 파리행 열차》 2018년,